# Eponim
Eponim este un cuvânt folosit în terminologia lingvistică cu trei înțelesuri: 
1. personaje ale căror nume proprii ajung să desemneze o altă entitate decât cea pe care au numit-o inițial;
2. numele proprii devenite nume comune;
3. substantivele comune care își au sursa în nume proprii.

Eponim (de la gr. Eponymos -  cel care dă numele):
1. cuvint derivat de la nume proprii - persoane, locuri geografice, personaje literare, mitologice etc
2. substantive inițial proprii, care au devenit termeni comuni, desemnând clase de obiecte: atlas, algoritm, badminton, barem, cadran, macadam, Watt
3. magistrat care în antichitate dădea numele său anului; primul dintre cei nouă arhonți ai Atenei sau unul dintre cei doi consuli ai Romei, care dădea numele său anului
4. termen pentru desemnarea unei stațiuni arheologice unde a fost cercetată prima dată o cultură materială și care, ca urmare, a dat numele culturii.
5. semne, sindroame, boli care poartă patronimul personalităților științifice (în general) care le-au realizat, observat, descris primele
6. care dă numele său unui oraș, unei regiuni etc.

## Originea unor eponime

### Hermafrodit
Hermafrodit - cel care are caracterele ambelor sexe, după Hermaphroditos, fiul lui Hermes și al Afrdoitei, tânăr de o rară frumusețe. Nimfa lacului Salmacis a rugat zeii să le unească trupurile pe vecie și în locul celor doi a apărut o ființă fabuloasă, având ambele sexe.

### Adidași

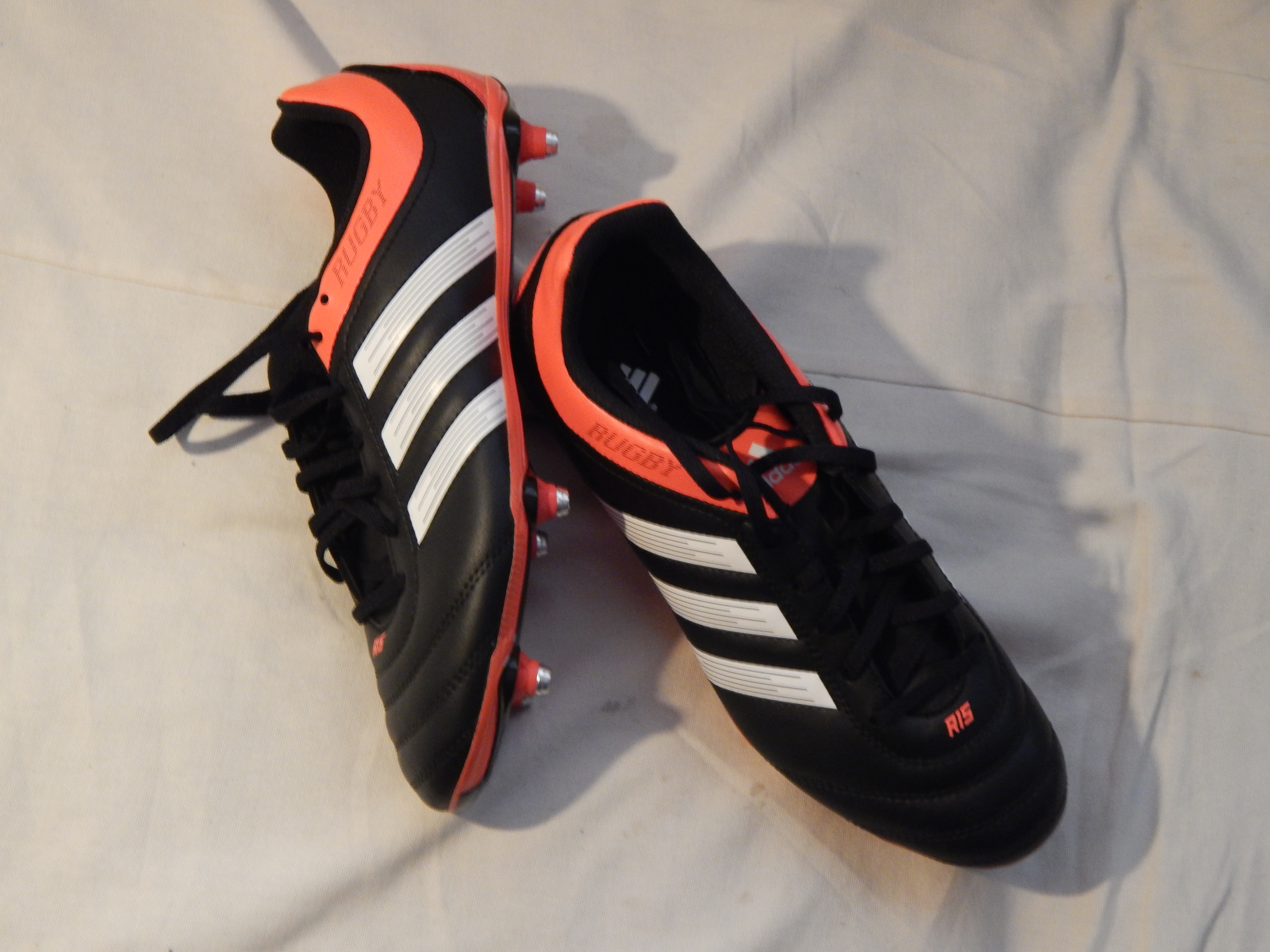
Adidași cu crampoane

La început adidașii desemnau pantofii de sport marca Adidas, dar ulterior termenul s-a generalizat definind orice tip de încălțăminte sportivă. În 1920 Adolf (Adi) Dassler un cizmar german, a inventat pantofi cu crampoane pentru antrenamente care aveau o stabilitate mai mare pe teren sau pistă. În 1924 Adi, împreună cu fratele său Rudolf (Rudi) au înființat compania germană de pantofi de sport Gebrüder Dassler OHG, dar 1948, în urma unor neînțelegeri între ei compania s-a divizat în două firme rivale: Rudi a fondat Puma, iar Adi și-a împrumutat numele firmei Adidas.

### Boicot
Boicot - încetare a unor relații în semn de protest sau pentru obținerea unui scop. Acest tip de măsură a fost atestat pentru prima dată în Anglia în 1880. Cel mai interesant este că Charls Boycot nu protesta, ci se protesta contra politicii de folosire a pământurilor duse de el. Liga pământurilor din Irlanda nu i-a dat lucrători să strângă roada, el nu era deservit în magazinele din regiune, și cu el nu mai vorbeau concetățenii. Până la urmă roada a fost strânsă, dar el a plătit mult mai mult decât putea.

### Huligan
Termenul dat a început să figureze la începutul sec. 19 în rapoartele oficiale ele poliției londoneze. După una din versiuni în Londra trăia un oarecare Patrik Hooligan, care era membru a unei bande din Irlanda. După alta, el avea familia Hooley (din irlandeză - petrecere alcoolică destrăbălată) și era conducătorul unei bande (engl. gang) - Hooley gang.

### Sandwich
John Montagu, al 4-lea conte Sandwich, era un mare jucător de cărți, încât cu greu ieșea din joc pentru a mânca ceva. Într-o bună zi el rugase sluga să pună mâncarea între două felii de pâine pentru a nu se sustrage de la joc. Prietenilor și oaspeților le plăcuse atât de mult astfel de aperitiv încât l-au răspândit departe de pământurile contelui.

## Cuvinte provenite de la numele unor companii
| Cuvânt   | Semnificație                                               | Numit după                                                       |
| -------- | ---------------------------------------------------------- | ---------------------------------------------------------------- |
| adidași  | Încălțăminte comodă de sport                               | Adidas AG                                                        |
| artex    | Minge de fotbal din piele                                  | Artex® marcă a firmei Artimex Sport                              |
| aspirină | Acid acetilsalicilic - Medicament antiinflamator           | Aspirin® marcă a firmei Bayer                                    |
| cico     | Băutură răcoritoare cu gust de portocale                   | Ci-Co® marcă a Întreprinderii de sucuri și răcoritoare București |
| dero     | Detergent                                                  | Dero® DetergentRomania                                           |
| drujbă   | Ferăstrău cu lanț                                          | Druzhba® marcă a firmei ZiD                                      |
| eugenie  | Biscuit cu cremă                                           | Eugenia® marcă a firmei Dobrogea                                 |
| flex     | Polizor unghiular                                          | Flex Elektrowerkzeuge GmbH                                       |
| frigider | Instalație frigorifică                                     | Frigidaire® marcă a firmei Electrolux                            |
| interfon | Intercom - Aparat de comunicație în interiorul clădirii    | Interphone Co                                                    |
| jacuzzi  | Baie cu jeturi de apă și bule                              | Jacuzzi Inc.                                                     |
| jeep     | Mașină de teren                                            | Jeep® marcă a firmei Chrysler Group                              |
| ness     | Cafea solubilă instant                                     | Nescafe® marcă a firmei Nestle                                   |
| pemperși | Scutece de unică folosință                                 | Pampers® marcă a firmei Procter & Gamble                         |
| primus   | Lampă pentru lipit cu benzină                              | Primus Int. AB din Suedia                                        |
| rimel    | Mascara - produs cosmetic de înnegrit genele               | Rimmel® marcă a firmei Maybelline                                |
| scoci    | Bandă adezivă transparentă                                 | Scotch Tape® marcă a firmei 3M                                   |
| termos   | Recipient pentru păstrare lichide la temperatură constantă | Thermos LLC                                                      |
| xerox    | Foto copiator                                              | Xerox Corporation Ltd                                            |

## Cuvinte provenite de la numele unor oameni celebri
| Cuvânt       | Semnificație | Numit după |
| ------------ | --- | --- |
| adidași      | încălțăminte comodă de sport | Adolf (Adi) Dassler (1900-1978), un cizmar german                                                                                      |
| algoritm     | Sistem de reguli, simboluri și operații pentru efectuarea de calcule                                                                                                | al-Horezmi (c.780-c.850), matematician arab                                                                                            |
| barem        | culegere de tabele conținând calcule gata făcute | Bertrand François Barrème (1640-1703), matematician francez                                                                            |
| boicot       | Interdicție declarată împotriva unui individ, a unui grup social, a unui stat etc                                                                                   | Charles Cunningham Boycott (1832-1897), proprietar irlandez                                                                            |
| Braille      | sistem de scriere pentru orbi | Louis Braille, (1809-1852), pedagog francez. Inventatorul alfabetului pentru orbi                                                      |
| Caesar       | Titlu dat împăraților romani după numele lui Caius Iulius Caesar | Caius Iulius Caesar(100-44 i. Hr.), impărat roman                                                                                      |
| casanova     | aventurier | Giovanni Jacopo Casanova de Seingalt (1725-98), aventurier italian                                                                     |
| dalie        | Plantă ornamentală, gherghină, leurdină | Anders Dahl (1751-1789), botanist suedez                                                                                               |
| derbi        | 1) Cursă anuală de cai în vârstă de trei ani. 2) Întrecere sportivă de mare importanță                                                                              | Edward Stanley, al 12-lea conte de Derby (1752-1834)                                                                                   |
| diesel       | motor cu ardere internă la care combustibilul se aprinde datorită temperaturii înalte a aerului comprimat de piston                                                 | Rudolf Diesel (1858-1913), inginer german                                                                                              |
| doberman     | rasă de câini de pază și de companie | Friedrich Ludwig Dobermann (1834-1894)                                                                                                 |
| draconic     | excesiv de sever, foarte aspru | Dracon (sec. 7 î. Hr. ), legiuitor atenian                                                                                             |
| drezină      | vehicul (deschis) pentru transporturi ușoare pe o linie ferată, Vagonetă                                                                                            | Karl Friedrich Drais, baron von Sauerbronn (1785-1851), inginer german                                                                 |
| fermiu       | Element chimic transuranian, produs pe cale artificială | Enrico Fermi (1901-1954), fizician american de origine italiană                                                                        |
| ghilotină    | 1. Instrument de decapitare, constând dintr-un cuțit care alunecă pe două ghidaje peste gâtul celui condamnat. 2. (Poligr.) Mașină de tăiat hârtia                  | Joseph Ignace Guillotin (1738-1814), medic francez care a propus utilizarea acesteia in anul 1789 ca fiind mai umană decat spanzurarea |
| huligan      | Persoană care comite acte de huliganism | Patrick Hooligan, hoț și tâlhar de origine irlandeză                                                                                   |
| iulie        | A șaptea lună a anului; luna lui cuptor | Gaius Iulius Caesar (100-44 î. Hr.) |
| jacuzzi      | mic bazin de jeturi de apă sub presiune, care creează vârtejuri relaxante                                                                                           | Roy Jacuzzi și Candido Jacuzzi (1903-1986), inventori americani                                                                        |
| joben        | Pălărie înaltă, cilindrică | Jobin, pălărier francez stabilit în București la mijlocul sec. 19                                                                      |
| lavalieră    | Cravată înnodată ca o fundă și cu capetele lăsate în jos | Louise Françoise de la Vallière(1644-1710), amanta regelui Ludovic al XIV-lea al Franței                                               |
| linșa        | A ucide pe cineva fără judecată (de către o mulțime) | William Lynch (1742-1820), căpitan american                                                                                            |
| macadam      | Drum pavat cu piatră măruntă | John Loudon McAdam(1756-1836), inginer scoțian                                                                                         |
| machiavelic  | duplicitar, fals, fariseic, fățarnic, ipocrit, mincinos, perfid, prefăcut, șiret, viclean                                                                           | Niccolò Machiavelli (1469-1527), om politic, scriitor și istoric italian                                                               |
| magnolie     | Nume dat unor arbori exotici cu flori frumoase, mari, albe sau roșii, plăcut mirositoare                                                                            | Pierre Magnol (1638-17175), botanist francez                                                                                           |
| mansardă     | Încăpere de locuit situată direct sub acoperișul unei case | François Mansart(1598-1666), arhitect francez                                                                                          |
| marghiloman  | Cafea turcească fiartă cu rom sau cu coniac | Mihail Marghiloman, prefect al poliției din București între 1861-1863                                                                  |
| masochism    | Perversiune sexuală, care constă în a căuta plăcerea în durere | Leopold von Sacher-Masoch (1836-1895), romancier austriac                                                                              |
| mausoleu     | Monument funerar ridicat în memoria unei persoane ilustre | Mausol (377-353 î. Hr.), rege din Caria în Grecia antică                                                                               |
| napoleon     | Veche monedă franceză de aur în valoare de 20 de franci, cu efigia lui Napoleon I și, mai târziu, cu cea a lui Napoleon al III-lea                                  | Napoleon I Bonaparte (1769-1821) și Napoleon al III-lea (1808-1873)                                                                    |
| nicotină     | Substanță toxică sub formă de lichid incolor, uleios, extrasă din tutun                                                                                             | Jean Nicot (c.1530-1600), ambasador francez în Portugalia                                                                              |
| pasteurizare | A steriliza prin încălzire de obicei până la o temperatură de 60-70 ºC și apoi prin răcire bruscă (pentru a preveni alterarea)                                      | Louis Pasteur (1822-1895), chimist francez                                                                                             |
| patefon      | Fonograf asemănător gramofonului, dar fără pâlnie de rezonanță | frații Émile Pathé (1860-1937) și Charles Pathé (1863-1957), ingineri francezi                                                         |
| pubelă       | recipient portabil pentru resturile menajere | Eugène René Poubelle (1831-1907), prefect al Parisului                                                                                 |
| recamier     | studio | Jeanne Françoise Julie Adélaïde Bernard, Madame de Récamier (1777-1849), proprietara unui salon celebru la Paris                       |
| renglotă     | varietate de prun cu fructe mari, sferice, galbene-verzui sau roșcate; fructul însăși                                                                               | regina Claude a Franței (1499-1524) |
| sadism       | Cruzime anormală, exagerată, plăcere patologică de a chinui. ♦ Perversiune constând în asocierea plăcerii sexuale cu acte de cruzime                                | Marchizul de Sade, (1740–1814), scriitor francez                                                                                       |
| sandvish     | Tartină Două felii de pâine, așezate una peste alta, între care se pune un aliment rece (unt, salam, jambon, brânză, etc.)                                          | John Montagu, al 4-lea conte Sandwich (1718-1792), diplomat englez                                                                     |
| savarină     | Prăjitură preparată din aluat moale, care se îmbibă cu sirop și cu lichior sau rom, garnisită cu frișcă bătută, gem sau marmeladă și coaptă în forme speciale       | Jean Anthelme Brillat-Savarin (1755-1826), magistrat, gastronom și scriitor francez                                                    |
| saxofon      | Instrument muzical de suflat din alamă, de forma unui tub conic îndoit                                                                                              | Antoine Josephe "Adolphe" Sax(1814-1894), creator de instrumente muzicale belgian                                                      |
| siluetă      | Imagine a unei ființe, a unui lucru etc. care se proiectează ca o umbră pe un fond luminos Talie zveltă, bine proporționată                                         | Etienne de Silhouette (1709-1767), ministru francez de finanțe                                                                         |
| șrapnel      | Obuz încărcat cu gloanțe, a cărui explozie poate fi reglată | Henry Shrapnel (1761-1842), ofițer de artilerie englez                                                                                 |
| Șovin(ism)   | atitudine politică ce constă în afirmarea dușmănoasă a superiorității unei națiuni asupra altora, în manifestarea rasismului și a exclusivismului național          | Nicolas Chauvin, un personaj al sec. 19                                                                                                |
| tontină      | asociație în care fiecare membru contribuie la creșterea unui fond comun, din care se plătesc anual supraviețuitorilor rente crescânde                              | Lorenzo Tonti (1635-1690), bancher napolitan                                                                                           |
| vermorel     | Aparat portativ folosit la stropitul plantelor cu soluții speciale de combatere a dăunătorilor                                                                      | Victor Vermorel (1853-1927), inventator francez                                                                                        |
| vernier      | cară gradată suplimentară trasată pe cursorul unor instrumente sau aparate de măsură, care permite citirea unor fracțiuni de diviziuni din scala principală; nonius | Pierre Vernier (1580-1637), matematician francez                                                                                       |
| vespasiană   | Closet public (pentru bărbați) pisoar public suprateran | Titus Flavius Vespasianus (9-79), împărat roman                                                                                        |
| zepelin      | Balon dirijabil de mari dimensiuni, cu un înveliș rigid de metal și cu numeroase compartimente umplute cu hidrogen                                                  | Ferdinand von Zeppelin (1838-1917) conte german                                                                                        |

## Proveniența unor unități de măsură
| Cuvânt                  | Semnificație | Numit după                                                                                                |
| ----------------------- | --- | --- |
| Amper                   | Unitate de măsură a intensității curentului electric | André-Marie Ampère (1775-1836), fizician și matematician francez                                          |
| Angström                | este o unitate de măsură pentru lungimi | Anders Jonas Ångström                                                                                     |
| Becquerel               | o unitate de măsură în sistemul SI al radioactivității | Antoine Henri Becquerel, fizician francez                                                                 |
| Baud                    | Unitate de viteză în transmisiunile telegrafice, corespunzând transmiterii unui punct din alfabetul Morse pe secundă | Emil Baudot, inginer francez                                                                              |
| Bel                     | unitate logaritmică pentru măsurarea raporturilor comparative de intensitate și presiune sonoră (în practică se preferă submultiplul numit decibel)                                                                       | Alexander Graham Bell (1847-1922), fizician american de origine scoțiană, inventatorul telefonului (1876) |
| Coulomb (simbol: C)     | este unitatea SI de sarcină electrică | Charles-Augustin de Coulomb                                                                               |
| Curie                   | Unitate de măsură pentru radioactivitate | Pierre Curie                                                                                              |
| Debye                   | Unitate de măsură a momentului electric | Peter J. W. Debye fizician și chimist olandez]                                                            |
| Einstein                | energia necesară excitării atomilor unui mol dintr-o substanță echivalentă cu energia de 6,023.1023 | Albert Einstein                                                                                           |
| Farad                   | Unitate de măsură a capacității electrice (în sistemul de unități de măsură metru-kilogram-secundă-amper), egală cu capacitatea unui condensator electric care acumulează o sarcină de un coulomb la tensiunea de un volt | Michael Faraday                                                                                           |
| Franklin                | Unitate de măsură a sarcinii electrice, egală cu sarcina unui corp punctual care, la distanța de 1 cm de un alt corp punctual încărcat cu aceeași sarcină, este supus în vid unei forțe de o dină                         | Benjamin Franklin , fizician american                                                                     |
| Gal,(sau Galileo)       | unitatea de măsură pentru accelerație | Galileo Galilei                                                                                           |
| Gauss                   | gauși, s. m. Unitate de măsură a inducției magnetice în sistemul electromagnetic C.G.S. (centimetru, gram, secundă) | Carl Friedrich Gauss                                                                                      |
| Gilbert                 | Unitate de măsură a tensiunii magnetice, egală cu tensiunea magnetică produsă pe o porțiune cu lungimea de un centimetru a unei linii de câmp magnetic uniform, a cărui intensitate este de un oersted                    | William Gilbert fizician englez                                                                           |
| Gray                    | Unitate de măsură a radiației ionizante | Louis Harold Gray , fizician britanic.                                                                    |
| Henry                   | s. m. unitate de măsură a inductanței, egală cu inductanța unui circuit electric format dintr-o singură spiră, prin care un curent de un amper stabilește un flux magnetic propriu de un weber                            | Joseph Henry                                                                                              |
| Joule                   | unitatea de măsură pentru energie | James Prescott Joule (1818–1889)                                                                          |
| Hertz                   | Unitate de măsură pentru frecvență, egală cu frecvența unei mișcări periodice a cărei perioadă este de o secundă | Heinrich Rudolf Hertz, fizician german.                                                                   |
| Kelvin(simbol: K)       | este unitatea de temperatură în SI unde temperatura de zero absolut (0 K) este cea mai scăzută temperatură posibilă, nimic neputând fi răcit mai mult, iar în substanță nu mai există energie sub formă de căldură        | William Thomson, lord Kelvin (1824-1907), fizician și inginer irlandez                                    |
| Lambert(simbol: Лб, La) | s. m. unitate de măsură pentru luminanță, egală cu radiația unei surse de lumină care emite un flux luminos de un lumen pentru fiecare cm2 din suprafața ei                                                               | Johann Heinrich Lambert                                                                                   |
| Maxwell                 | unitate de măsură a fluxului magnetic, egal cu fluxul produs de o inducție magnetică de 1 gauss care străbate o suprafață de 1 cm2                                                                                        | James Clerk Maxwell, fizician scoțian                                                                     |
| Mach                    | Număr Mach este raportul dintre viteza unui obiect care se deplasează în aer, sau printr-un fluid oarecare, împărțit la viteza sunetului, conform valorii acesteia din mediul respectiv                                   | Ernst Mach, fizician austriac                                                                             |
| Neper                   | Unitate de măsură a nivelului de transmisiune a unui semnal electric, acustic etc., reprezentând nivelul corespunzător unei amplificări a semnalului transmis de 2,718 ori și egal cu 8,686 decibeli                      | John Napier, matematician scoțian                                                                         |
| Newton                  | este forța necesară pentru a imprima o accelerație de 1 m/s² unui corp cu masa de 1 kg. Ca atare, newtonul se mai poate scrie kg•m/s²                                                                                     | Sir Isaac Newton, matematician                                                                            |
| Oersted                 | Unitate de măsură pentru intensitatea unui câmp magnetic, egală cu intensitatea câmpului magnetic căruia îi corespunde în vid inducția magnetică de un gauss                                                              | Hans Christian Oersted                                                                                    |
| Ohm (simbol Ω omega)    | unitatea de măsură pentru impedanța electrică sau, în curent continuu, pentru rezistența electrică | Georg Simon Ohm (1787-1854), fizician german                                                              |
| Pascal (simbol Pa)      | este unitatea de măsură a presiunii definită ca presiunea creată de o forță de 1 Newton aplicată pe o suprafață perpendiculară de 1 metru pătrat                                                                          | Blaise Pascal                                                                                             |
| Poise (simbol P)        | unitate de măsură a vâscozității dinamice, reprezentând vâscozitatea unui fluid în care, pentru a deplasa tangențial cu viteza de 1 cm/s o suprafață plană de 1 cm2, este necesară o forță de o dină                      | Jean Louis Marie Poiseuille                                                                               |
| Rutherford              | Unitate de măsură pentru radioactivitate egală cu un milion de dezintegrări pe secundă emise de un element radioactiv | Ernest Rutherford, fizician și chimist din Noua Zeelandă, "părintele" fizicii nucleare.                   |
| Röntgen (simbol R )     | unitate de măsură a dozelor de radiație X, cantitatea de radiații care, în condiții fizice normale, produce, prin ionizarea unui cm3 de aer, o sarcină electrică de un franklin                                           | Wilhelm Röntgen                                                                                           |
| Savart                  | Unitate de măsură pentru intervalele muzicale, de 301 ori mai mică decât o octavă | Félix Savart (1791—1841)                                                                                  |
| Siemens                 | Unitate de măsură egală cu conductanța unui conductor a cărui rezistență electrică este de un ohm | Ernst Werner von Siemens                                                                                  |
| Stokes                  | unitate de măsură a vâscozității cinematice, raportul dintre vâscozitatea dinamică de un poise și densitatea de un gram pe cm3                                                                                            | George Gabriel Stokes, fizician englez                                                                    |
| Tesla                   | Unitate de inducție magnetică, egală cu inducția magnetică uniformă, căreia îi corespunde un flux magnetic de un weber, printr-o suprafață de 1 m2                                                                        | Nikola Tesla                                                                                              |
| Torr (symbol:Torr)      | Unitate de măsură a presiunii, egală cu presiunea exercitată de o coloană de mercur înaltă de 1 mm pe o suprafață de 1 cm² la 0° C                                                                                        | Evangelista Torricelli                                                                                    |
| Volt                    | unitatea de măsură pentru tensiunea electrică, tensiunea electromotoare și diferența de potențial | Alessandro Volta (1745–1827), fizician italian                                                            |
| Watt                    | unitatea de măsură pentru putere | James Watt                                                                                                |
| Weber                   | s. m. unitate de măsură a fluxului magnetic, egală cu fluxul unui câmp magnetic omogen, cu inducția de un tesla | Wilhelm Eduard Weber                                                                                      |